# Gomada
× Gomada (abreviado Gmda) es un híbrido intergenérico entre los géneros de orquídeas Ada x Gomesa. Fue publicado en Orchid Rev. 99(1172): cppo: 9 (1991).